# Dolné Naštice
Dolné Naštice jsou obec na Slovensku v okrese Bánovce nad Bebravou.
Leží na levém břehu Bebravy, v nadmořské výšce 205 metrů. Žije zde 588 obyvatel.
První písemná zmínka o obci je z roku 1295. V obci je římskokatolický kostel Panny Marie Lurdské.